# ヤーコプ・ヘンレ

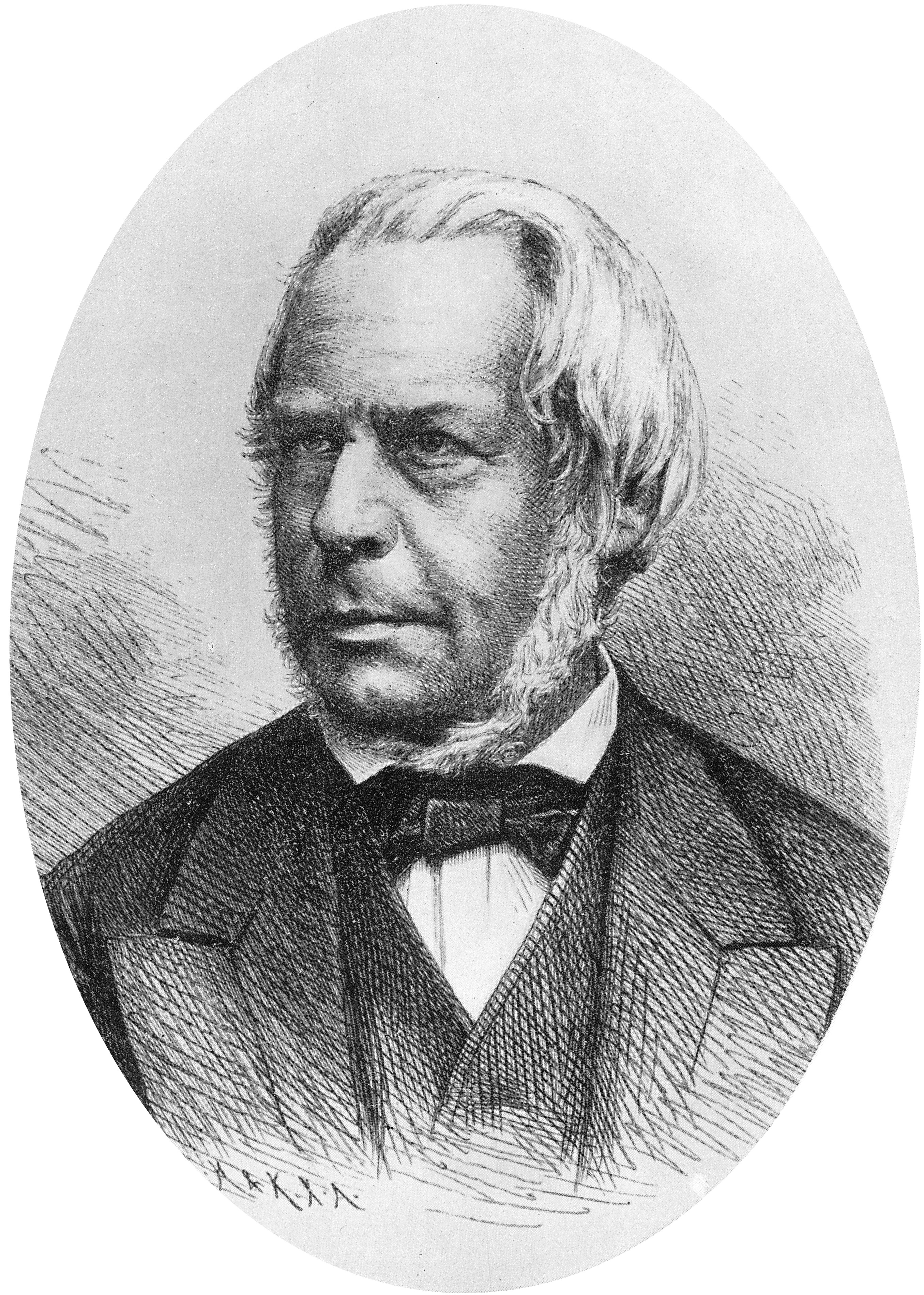
ヤーコプ・ヘンレ

フリードリヒ・グスタフ・ヤーコプ・ヘンレ（Friedrich Gustav Jacob Henle, 1809年7月19日 - 1885年5月13日）はドイツの解剖学者、病理学者、医師である。顕微鏡を使った解剖学の分野で、腎臓のヘンレのループなど多くの発見をした。疾病の微生物原因説を唱えたパイオニアである。

## 生涯
バイエルン州フュルトのユダヤ人商人の家に生まれた。家族とともにラインラントに移り、ボン大学とハイデルベルク大学で薬学を学んだ。1832年に博士号を得て、ヨハネス・ペーター・ミュラーの解剖学研究所の助手となった。1840年にチューリッヒ大学の解剖学と生理学の教授となった。
1844年にハイデルベルク大学の病理学の生理学の教授となり、『合理的病理学ハンドブック』(Handbuch der rationellen Pathologie) を著した。1865年にクロム酸カリウム溶液による組織の染色法を開発し、組織学の発展に貢献した。
ジローラモ・フラカストロとアゴスティーノ・バッシーの研究をうけて、病気の微生物原因説のパイオニアの一人で、病気の原因となる病原体を発見したと証明するための必要な条件を定めた。これはロベルト・コッホによって発展させられコッホの公準となった。

## 著書
- Ueber die Ausbreitung des Epithelium im menschlichen Körper (1838)
- Allgemeine Anatomie: Lehre von den Mischungs- und Formbestandtheilen des menschlichen Körpers (1841)
- Handbuch der rationellen Pathologie (1846-1853)
- Handbuch der systematischen Anatomie des Menschen (1855-1871)
- Vergleichend-anatomische Beschreibung des Kehlkopfes mit besonderer Berücksichtigung des Kehlkopfes der Reptilien (1839)
- Pathologische Untersuchungen (1840)

 ウィキメディア・コモンズには、ヤーコプ・ヘンレに関するカテゴリがあります。